# Paris-Roubaix 2001
La 99e édition de la course cycliste Paris-Roubaix a eu lieu le 15 avril 2001 et a été remportée par le Néerlandais Servais Knaven.
La course disputée sur un parcours de 254,5 kilomètres est l'une des manches de la Coupe du monde de cyclisme sur route 2001.

## Présentation

### Équipes
Paris-Roubaix figure au calendrier de la Coupe du monde de cyclisme sur route 2001.
On retrouve un total de 25 équipes au départ, 19 faisant partie des GSI, la première division mondiale, et les six dernières des GSII, la seconde division mondiale.
| Groupes sportifs I (19)- Domo-Farm Frites-Latexco - Rabobank - Lotto-Adecco - Mapei-Quick Step - Fassa Bortolo - Cofidis-Le Crédit par Téléphone - Deutsche Telekom - Saeco - Liquigas-Pata - CSC-World Online - US Postal Service - Tacconi Sport-Vini Caldirola - Festina - Crédit agricole - Kelme-Costa Blanca - Lampre-Daikin - Euskaltel-Euskadi - Coast-Buffalo - Mercury-Viatel Groupes sportifs II (6)- Jean Delatour - AG2R Prévoyance - La Française des jeux - BigMat-Auber 93 - Bonjour - Saint-Quentin-Oktos |
| |

## Récit de la course

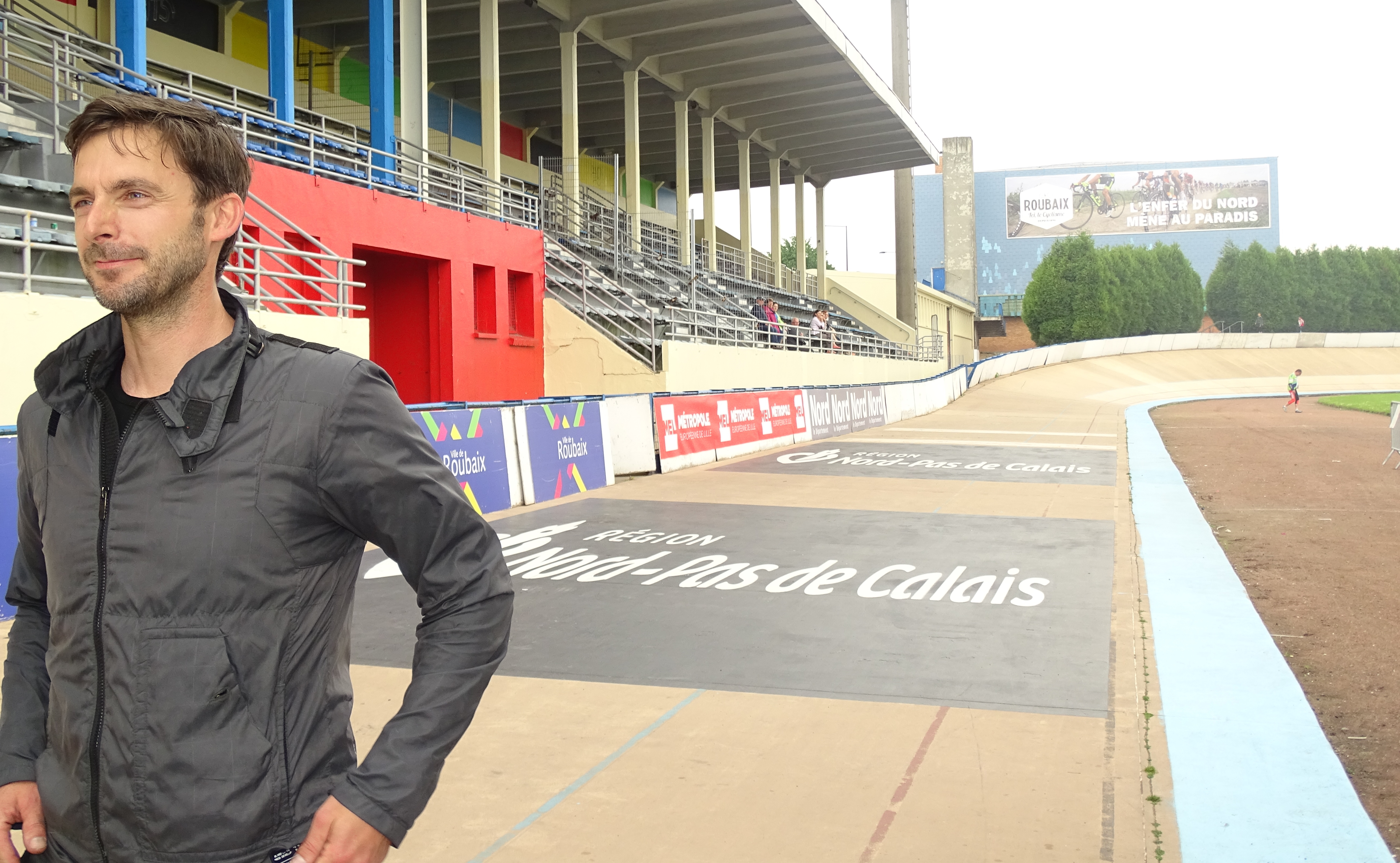
Servais Knaven sur les lieux de sa victoire quinze ans plus tard, à l'occasion du Paris-Roubaix espoirs 2016.

Cette édition de Paris-Roubaix est l'une des plus sélectives des dix dernières années, cela à cause de la pluie, du froid et des pavés couverts de boue.
Pour preuve, dans la forêt d'Arenberg, Philippe Gaumont (Cofidis) se fracture le fémur lors d'une chute après avoir dérapé sur les pavés glissants. 

## Classement
| \| Classement général \| Classement général \| Classement général \| Classement général \| Classement général \| \| Coureur \| Coureur \| Pays \| Équipe \| Temps \| \| ------------------ \| ------------------- \| ------------------ \| ------------------------------- \| ------------------ \| \| 1er \| Servais Knaven \| Pays-Bas \| Domo-Farm Frites-Latexco \| 6 h 45 min 00 s \| \| 2e \| Johan Museeuw \| Belgique \| Domo-Farm Frites-Latexco \| + 34 s \| \| 3e \| Romāns Vainšteins \| Lettonie \| Domo-Farm Frites-Latexco \| + 41 s \| \| 4e \| George Hincapie \| États-Unis \| US Postal Service \| + 41 s \| \| 5e \| Wilfried Peeters \| Belgique \| Domo-Farm Frites-Latexco \| + 41 s \| \| 6e \| Ludo Dierckxsens \| Belgique \| Lampre-Daikin \| + 41 s \| \| 7e \| Steffen Wesemann \| Allemagne \| Deutsche Telekom \| + 41 s \| \| 8e \| Andreï Tchmil \| Belgique \| Lotto-Adecco \| + 2 min 35 s \| \| 9e \| Chris Peers \| Belgique \| Cofidis-Le Crédit par Téléphone \| + 2 min 35 s \| \| 10e \| Rolf Sørensen \| Danemark \| CSC-World Online \| + 2 min 59 s \| \| 11e \| Dario Pieri \| Italie \| Saeco \| + 3 min 07 s \| \| 12e \| Maximilian Sciandri \| Royaume-Uni \| Lampre-Daikin \| + 3 min 17 s \| \| 13e \| Nico Mattan \| Belgique \| Cofidis-Le Crédit par Téléphone \| + 3 min 17 s \| \| 14e \| Léon van Bon \| Pays-Bas \| Mercury-Viatel \| + 3 min 17 s \| \| 15e \| Gianluca Bortolami \| Italie \| Tacconi Sport-Vini Caldirola \| + 7 min 57 s \| \| 16e \| Rolf Aldag \| Allemagne \| Deutsche Telekom \| + 7 min 57 s \| \| 17e \| Christophe Mengin \| France \| La Française des jeux \| + 7 min 57 s \| \| 18e \| Denis Zanette \| Italie \| Liquigas-Pata \| + 7 min 57 s \| \| 19e \| Arvis Piziks \| Lettonie \| CSC-World Online \| + 7 min 57 s \| \| 20e \| Enrico Cassani \| Italie \| Domo-Farm Frites-Latexco \| + 7 min 57 s \| |                     |             |                                 |                 |
| |                     |             |                                 |                 |
| Source : ProCyclingStats |                     |             |                                 |                 |
| Classement général |                     |             |                                 |                 |
| Coureur | Coureur             | Pays        | Équipe                          | Temps           |
| 1er | Servais Knaven      | Pays-Bas    | Domo-Farm Frites-Latexco        | 6 h 45 min 00 s |
| 2e | Johan Museeuw       | Belgique    | Domo-Farm Frites-Latexco        | + 34 s          |
| 3e | Romāns Vainšteins   | Lettonie    | Domo-Farm Frites-Latexco        | + 41 s          |
| 4e | George Hincapie     | États-Unis  | US Postal Service               | + 41 s          |
| 5e | Wilfried Peeters    | Belgique    | Domo-Farm Frites-Latexco        | + 41 s          |
| 6e | Ludo Dierckxsens    | Belgique    | Lampre-Daikin                   | + 41 s          |
| 7e | Steffen Wesemann    | Allemagne   | Deutsche Telekom                | + 41 s          |
| 8e | Andreï Tchmil       | Belgique    | Lotto-Adecco                    | + 2 min 35 s    |
| 9e | Chris Peers         | Belgique    | Cofidis-Le Crédit par Téléphone | + 2 min 35 s    |
| 10e | Rolf Sørensen       | Danemark    | CSC-World Online                | + 2 min 59 s    |
| 11e | Dario Pieri         | Italie      | Saeco                           | + 3 min 07 s    |
| 12e | Maximilian Sciandri | Royaume-Uni | Lampre-Daikin                   | + 3 min 17 s    |
| 13e | Nico Mattan         | Belgique    | Cofidis-Le Crédit par Téléphone | + 3 min 17 s    |
| 14e | Léon van Bon        | Pays-Bas    | Mercury-Viatel                  | + 3 min 17 s    |
| 15e | Gianluca Bortolami  | Italie      | Tacconi Sport-Vini Caldirola    | + 7 min 57 s    |
| 16e | Rolf Aldag          | Allemagne   | Deutsche Telekom                | + 7 min 57 s    |
| 17e | Christophe Mengin   | France      | La Française des jeux           | + 7 min 57 s    |
| 18e | Denis Zanette       | Italie      | Liquigas-Pata                   | + 7 min 57 s    |
| 19e | Arvis Piziks        | Lettonie    | CSC-World Online                | + 7 min 57 s    |
| 20e | Enrico Cassani      | Italie      | Domo-Farm Frites-Latexco        | + 7 min 57 s    |

### Classement UCI
La course attribue des points à la Coupe du monde de cyclisme sur route 2001 selon le barème suivant :
| Position           | 1er | 2e | 3e | 4e | 5e | 6e | 7e | 8e | 9e | 10e | 11e | 12e | 13e | 14e | 15e | 16e | 17e | 18e | 19e | 20e | 21e | 22e | 23e | 24e | 25e |
| Classement général | 100 | 70 | 50 | 40 | 36 | 32 | 28 | 24 | 20 | 16  | 15  | 14  | 13  | 12  | 11  | 10  | 9   | 8   | 7   | 6   | 5   | 4   | 3   | 2   | 1   |

## Liste des participants
| Liste des participants | Liste des participants  | Liste des participants |
| --- | ----------------------- | ---------------------- |
| \| Domo-Farm Frites-Latexco DFF \| Domo-Farm Frites-Latexco DFF \| Domo-Farm Frites-Latexco DFF \| \| ---------------------------- \| ---------------------------- \| ---------------------------- \| \| Num \| Coureur \| Pos \| \| 1 \| Johan Museeuw (BEL) \| 2e \| \| 2 \| Enrico Cassani (ITA) \| 20e \| \| 3 \| Servais Knaven (NED) \| 3e \| \| 4 \| Marco Milesi (ITA) \| 34e \| \| 5 \| Wilfried Peeters (BEL) \| 5e \| \| 6 \| Romāns Vainšteins (LAT) \| 3e \| \| 7 \| Max van Heeswijk (NED) \| 48e \| \| 8 \| Piotr Wadecki (POL) \| AB \| |                         |                        |
| Domo-Farm Frites-Latexco DFF |                         |                        |
| Num | Coureur                 | Pos                    |
| 1 | Johan Museeuw (BEL)     | 2e                     |
| 2 | Enrico Cassani (ITA)    | 20e                    |
| 3 | Servais Knaven (NED)    | 3e                     |
| 4 | Marco Milesi (ITA)      | 34e                    |
| 5 | Wilfried Peeters (BEL)  | 5e                     |
| 6 | Romāns Vainšteins (LAT) | 3e                     |
| 7 | Max van Heeswijk (NED)  | 48e                    |
| 8 | Piotr Wadecki (POL)     | AB                     |

| Domo-Farm Frites-Latexco DFF | Domo-Farm Frites-Latexco DFF | Domo-Farm Frites-Latexco DFF |
| ---------------------------- | ---------------------------- | ---------------------------- |
| Num                          | Coureur                      | Pos                          |
| 1                            | Johan Museeuw (BEL)          | 2e                           |
| 2                            | Enrico Cassani (ITA)         | 20e                          |
| 3                            | Servais Knaven (NED)         | 3e                           |
| 4                            | Marco Milesi (ITA)           | 34e                          |
| 5                            | Wilfried Peeters (BEL)       | 5e                           |
| 6                            | Romāns Vainšteins (LAT)      | 3e                           |
| 7                            | Max van Heeswijk (NED)       | 48e                          |
| 8                            | Piotr Wadecki (POL)          | AB                           |